# Fenestraja sinusmexicanus
Fenestraja sinusmexicanus (лат.) — вид хрящевых рыб из семейства ромбовых скатов отряда скатообразных. Обитают в субтропических водах центрально-западной части Атлантического океана. Встречаются на глубине до 1096 м. Их крупные, уплощённые грудные плавники образуют диск в виде сердечка с округлыми краями. Максимальная зарегистрированная длина 37,5 см. Откладывают яйца. Не являются объектом целевого промысла.

## Таксономия
Впервые вид был научно описан в 1950 году как Breviraja sinusmexicanus. Вид назван по географическому месту обитания (лат. sinus — «залив»).

## Ареал
Эти демерсальные скаты обитают в центрально-западной Атлантике в водах Багамских островов, Колумбии,  Кубы, Мексики, Никарагуа, США (Флорида), Венесуэлы и Боливии. Встречаются на континентальном шельфе и материковом склоне на глубине от 56 до 1096 м.

## Описание
Широкие и плоские грудные плавники этих скатов образуют диск в форме сердечка с немного выступающим кончиком рыла и закруглёнными краями. На вентральной стороне диска расположены 5 жаберных щелей, ноздри и рот. На длинном хвосте имеются латеральные складки. У этих скатов 2 редуцированных спинных плавника и редуцированный хвостовой плавник. Ростральный хрящ короткий. Хвост длинный и покрыт шипами. Спинные плавники расположены близко друг к другу. Дорсальная поверхность диска бледного розовато-коричневого цвета, вентральная сторона желтовато-белая.
Максимальная зарегистрированная длина — 23 см.

## Биология
Подобно прочим ромбовым эти скаты откладывают яйца, заключённые в жёсткую роговую капсулу с выступами на концах. Эмбрионы питаются исключительно желтком.

## Взаимодействие с человеком
Эти скаты не являются объектом целевого промысла. Потенциально могут попадаться в качестве прилова. Данных для оценки Международным союзом охраны природы охранного статуса вида недостаточно.